# Apple M1
El M1 es un system on a chip (SoC) basado en la arquitectura ARM diseñado por Apple Inc., para la línea de computadoras Mac y tabletas iPad, usado como unidad de procesamiento central (CPU). Se inspiró en su chip A14 Se implementa en MacBook Air (M1, 2020), Mac mini (M1, 2020), MacBook Pro (13 pulgadas, M1, 2020) y iMac (M1, 2021).
El M1 salió al mercado en noviembre de 2020, mientras que en 2021 salieron las versiones Apple M1 Pro y M1 Max, y en marzo de 2022, la versión final de la familia M1, el M1 Ultra. Estos difieren mucho por el tamaño y el número de unidades funcionales: por ejemplo, el M1 original tiene unos 16 000 millones de transistores; mientras que el M1 Ultra, unos 114 000 millones.
Es el primer chip de computadora construido con un proceso de 5 nm. Apple afirma que tiene el núcleo de CPU más rápido del mundo «en silicio de baja potencia» y el mejor rendimiento de CPU del mundo por vatio.

## Arquitectura

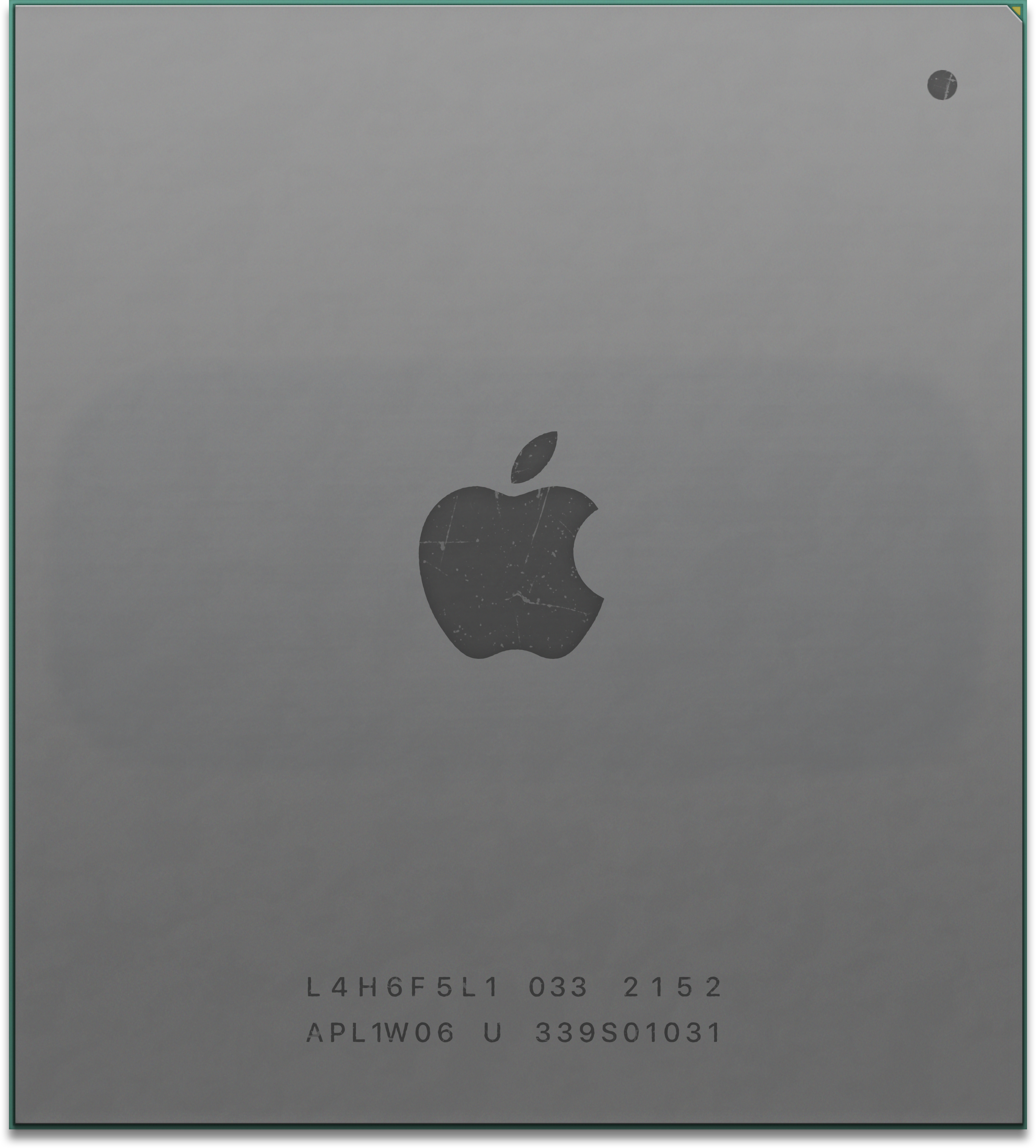
Apple M1 Ultra.

El M1 tiene cuatro núcleos Firestorm de alto rendimiento y cuatro núcleos Icestorm energéticamente eficientes, lo que proporciona una configuración similar a ARM DynamIQ y a los procesadores híbridos Lakefield y Alder Lake de Intel. Esta combinación permite optimizaciones de uso de energía que no son posibles con los dispositivos de arquitectura Apple-Intel (x86-64). Apple afirma que los núcleos energéticamente eficientes utilizan una décima parte de la potencia de los de alto rendimiento. Los núcleos de alto rendimiento tienen 192 KB de caché de instrucciones L1 y 128 KB de caché de datos L1 y comparten una caché L2 de 12 MB; los núcleos energéticamente eficientes tienen una caché de instrucciones L1 de 128 KB, una caché de datos L1 de 64 KB y una caché L2 compartida de 4 MB. El conjunto Icestorm tiene una frecuencia de entre 600 MHz y 2.064 GHz, y un consumo máximo de energía de 1.3 W. El conjunto Firestorm tiene una frecuencia de entre 600 MHz y 3.204 GHz y un consumo máximo de energía de 13.8 W.
La tecnología de traducción binaria dinámica Rosetta 2 permite que los productos equipados con M1 ejecuten software creado para la arquitectura x86-64.
El M1 usa memoria LPDDR4X SDRAM a 4.266 MT/s, en una configuración de memoria unificada compartida por todos los componentes del procesador. El conjunto de CPU y RAM están integrados en un solo paquete, en opciones de 8 GB y 16 GB de RAM.
El M1 integra una unidad de procesamiento de gráficos (GPU) de ocho núcleos (siete en algunos modelos) diseñada por Apple que, según esta, podría ejecutar 24 576 hilos simultáneos y hardware de red neuronal dedicado en un motor neuronal de dieciséis núcleos, capaz de ejecutar once billones operaciones por segundo. Otros componentes incluyen un procesador de señal de imagen (ISP), un controlador de almacenamiento NVMe, controladores Thunderbolt 4 y Secure Enclave.

## Rendimiento y eficiencia

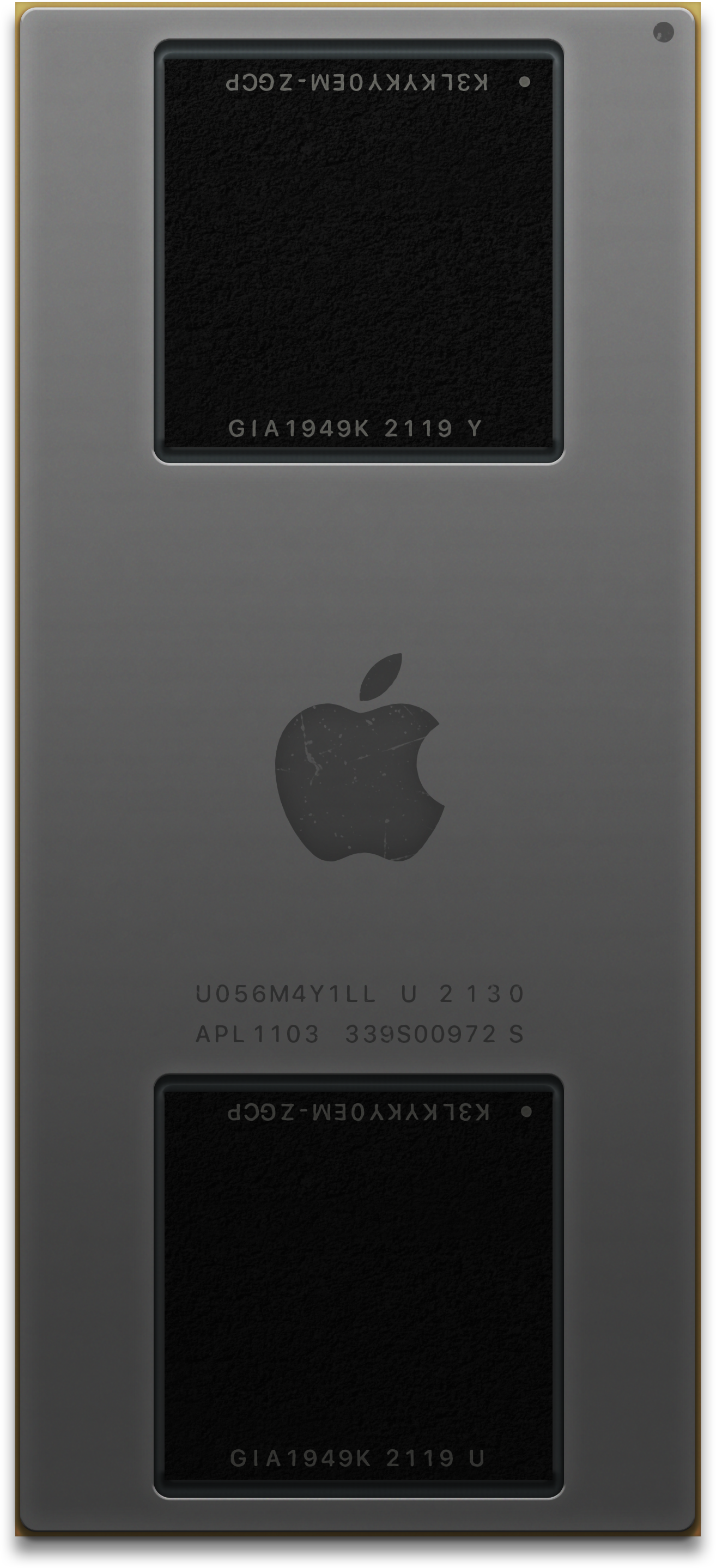
Apple M1 Pro.

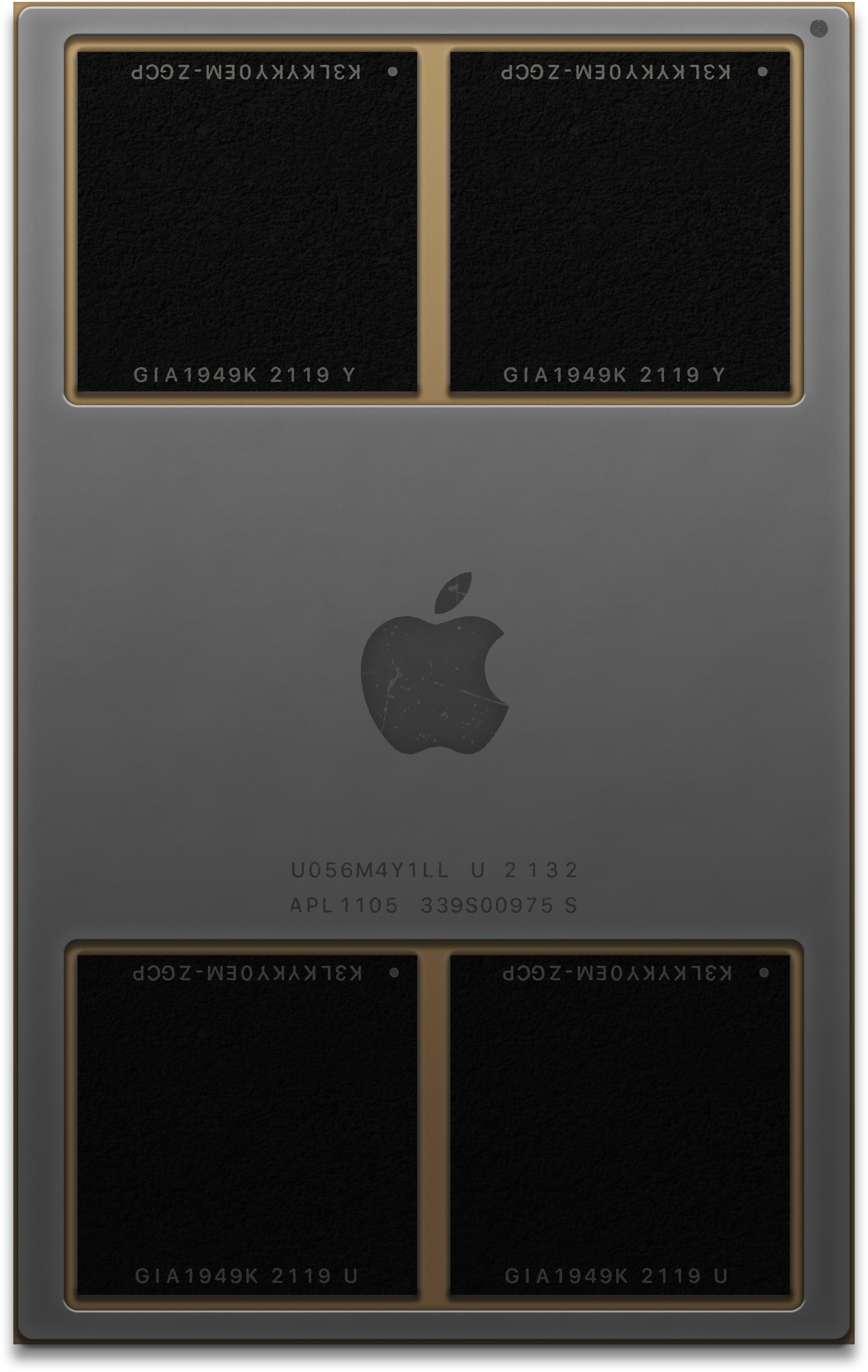
Apple M1 Max.

El M1 fue recibido con críticas muy positivas, y registró un rendimiento y una eficiencia líderes en la industria en los puntos de referencia populares (GeekBench 5, Cinebench R2). La metodología de evaluación comparativa para evaluaciones comparativas sintéticas de un solo subproceso fue criticada por ser defectuosa al compararla con CPU x86 habilitadas para subprocesos múltiples simultáneos.
El MacBook Air (M1, 2020) y el MacBook Pro (M1, 2020) se consideraron las MacBooks más rápidas jamás producidas por Apple hasta la fecha, con la MacBook Pro (M1, 2020) liderando el campo en duración de la batería.

## Productos que incluyen el Apple M1
- MacBook Air (cuarta generación).[16]
- Mac Mini (quinta generación).[17]
- MacBook Pro (sexta generación).[18]
- iMac de 24 pulgadas (primera generación).
- iPad Pro de 12.9 pulgadas (quinta generación).
- iPad Pro de 11 pulgadas (tercera generación).
- iPad Air (quinta generación).